# The Beach Boys

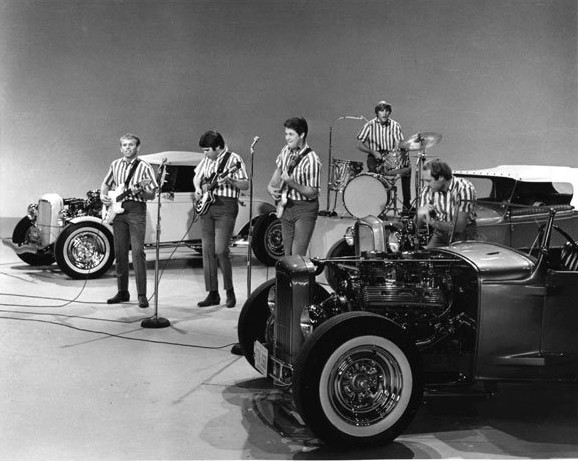
The Beach Boys (1964)

The Beach Boys és un grup de rock and roll i música pop estatunidenc format al 1961 a Califòrnia, i integrada pels tres germans Brian (compositor, veu, baix, piano), Carl (guitarra, veu) i Dennis Wilson (bateria, veu), amb en Mike Love (vocals) i l'Al Jardine (guitarra, veu).
Les seves cançons recreen una forma de vida despreocupada, plena d'alegria, i melodies vocals, amb lletres sobre platges, noies i surf com a senyals d'identitat. Són considerats els reis indiscutibles de la música surf vocal.

## Discografia

### Àlbums d'estudi
- Surfin' Safari (1962) #32 US
- Surfin' USA (1963) #2 US, #17 UK
- Surfer Girl (1963) #7 US, #13 UK
- Little Deuce Coupe (1963) #4 US
- Shut Down Volume 2 (1964) #13 US
- All Summer Long (1964) #4 US
- The Beach Boys' Christmas Album (1964) #6 US
- The Beach Boys Today! (1965) #4 US, #6 UK
- Summer Days (and Summer Nights!!) (1965) #2 US, #4 UK
- Beach Boys' Party! (1965) #6 US, #3 UK
- Pet Sounds (1966) #10 US, #2 UK
- Smiley Smile (1967) #41 US, #9 UK
- Wild Honey (1967) #24 US, #7 UK
- Friends (1968) #126 US, #13 UK
- Stack-O-Tracks (1968) (Did not chart)
- 20/20 (1969) #68 US, #3 UK
- Sunflower (1970) #151 US, #29 UK
- Surf's Up (1971) #29 US, #15 UK
- Carl and the Passions - "So Tough" (1972) #50 US, #25 UK
- Holland (1973) #36 US, #20 UK
- 15 Big Ones (1976) #8 US, #31 UK
- Love You (1977) #53 US, #28 UK
- M.I.U. Album (1978) #151 US
- L.A. (Light Album) (1979) #100 US, #32 UK
- Keepin' the Summer Alive (1980) #75 US, #54 UK
- The Beach Boys (1985) #52 US, #60 UK
- Still Cruisin' (1989) #46 US
- Summer in Paradise (1992)
- Stars and Stripes Vol. 1 (1996) #101 US
- The Smile Sessions (2011)
- That's Why God Made the Radio (2012)

### Àlbums en directe
- Beach Boys Concert (1964) #1 US
- Live in London (1970) (released in America in 1976) #75 US
- The Beach Boys in Concert (1973) #25 US
- Good Timin': Live at Knebworth England 1980 (2002)
- Songs From Here & Back (2006)

### Recopilatoris
- Best of The Beach Boys (1966) #8 US; #2 UK
- Best of The Beach Boys Vol. 2 (1967) #50 US; #3 UK
- Best of The Beach Boys Vol. 3 (1968) #153 US; #9 UK
- Endless Summer (1974 - unofficial) #1 US
- Spirit of America (1975 - unofficial) #8 US
- Good Vibrations - Best of The Beach Boys (1975) #25 US
- Ten Years of Harmony (1981) #156 US
- Sunshine Dream (1982) #180 US
- Rarities (1983)
- Made in U.S.A. (1986) #96 US
- Summer Dreams (1990) #2 UK
- Ultimate Christmas (1998)
- The Greatest Hits - Volume 1: 20 Good Vibrations (1999) #95 US
- The Greatest Hits - Volume 2: 20 More Good Vibrations (1999) #192 US
- Greatest Hits Volume Three: Best of the Brother Years 1970-1986 (2000)
- Classics selected by Brian Wilson (2002) #159 US
- Sounds of Summer: The Very Best of The Beach Boys (2003) #16 US

### Antologies
- Endless Harmony Soundtrack (1998, reissued 2000)
- Hawthorne, CA (2001)